# .ua
.ua為烏克蘭的國家及地區頂級域（ccTLD）域名。該域名於1992 年 12 月 1 日啟用。截至2020年12月，共有549,180個.ua域名被註冊。大部分申請人註冊的是.ua的三級域名，但一些公司能註冊二級域名。
（DNS名稱為".xn--j1amh"）是烏克蘭的烏克蘭語國際化國家及地區頂級域。

## 外部連結
- IANA .ua whois information（页面存档备份，存于）